# Munții Făgăraș (sit SCI)
Munții Făgăraș este o arie protejată (arie specială de conservare — SAC, sit de importanță comunitară — SCI) din România, desemnată în scopul protejării biodiversității și menținerii într-o stare de conservare favorabilă a florei spontane și faunei sălbatice, precum și a habitatelor naturale de interes comunitar aflate în arealul zonei de protecție. Aceasta se întinde pe o suprafață de 198.620,5 ha, integral pe uscat.

## Localizare
Situl se întinde pe teritoriile administrative ale județelor Argeș (Arefu, Brăduleț, Lerești, Nucșoara, Rucăr, Sălătrucu, Valea Mare Pravăț), Brașov (Drăguș, Hârseni, Șinca, Șinca Nouă, Lisa, Recea, Sâmbăta de Sus, Ucea, Viștea, Zărnești), Sibiu (Arpașu de Jos, Avrig, Cârțișoara, Porumbacu de Jos, Racovița, Turnu Roșu) și Vâlcea (Boișoara, Câineni, Perișani, Titești). Centrul sitului Munții Făgăraș este situat la coordonatele 45°32′45″N 24°44′28″E / 45.545747°N 24.741011°E.

## Înființare
Situl Munții Făgăraș (ROSCI0122) a fost declarat sit de importanță comunitară în decembrie 2007 pentru a proteja 40 de specii faunistice (33) și floristice (7). Acesta a fost protejat și ca arie specială de conservare în mai 2022. Situl include ariile naturale: Avenul Piciorul Boului, Golul alpin Valea Rea - Zârna, Golul alpin Moldoveanu - Capra, Golul Alpin al Munților Făgăraș între Podragu - Suru, Lacul Buda, Lacul Hârtop I, Lacul Hârtop II, Lacul Jgheburoasa, Lacul Mănăstirii, Lacul Iezer, Munții Făgăraș, Lacul Scărișoara Galbenă, Parcul Național Piatra Craiului, Peștera de la Piscul Negru și Valea Bâlii.

## Biodiversitate
Situată în ecoregiunea alpină a Carpaților Meridionali, aria protejată conține 33 habitate naturale: Râuri alpine și vegetația herbacee de pe malurile lor, Râuri de munte și vegetația lor lemnoasă cu Myricaria germanica, Râuri de munte și vegetația lor lemnoasă cu Salix elaeagnos, Pajiști alpine și boreale, Tufișuri cu Pinus mugo și Rhododendron hirsutum (Mugo-Rhododendretum hirsuti), Tufărișuri sub-arctice de Salix spp., Pajiști boreale și alpine pe substrat silicios, Pajiști calcaroase alpine și subalpine, Pajiști bogate în specii de Nardus, pe substraturile silicioase ale zonelor muntoase, Pajiști cu Molinia pe soluri calcaroase, turboase sau argilo-lemnoase (Molinion caeruleae), 	Asociații de lizieră cu ierburi înalte hidrofile de la nivelul câmpiilor până la nivel montan și alpin, Pajiști aluviale ale văilor de râuri cu Cnidion dubii, Pajiști montane, Mlaștini turboase de tranziție și turbării mișcătoare, Izvoare petrifiante cu formare de travertin (Cratoneurion), Grohotiș stâncos al etajului montan (Androsacetalia alpinae și Galeopsitalia ladani), Grohotiș calcaros și de șisturi calcaroase ale etajelor montane până la cele alpine (Thlaspietea rotundifolii, Pante stâncoase calcaroase cu vegetație chasmofitică, Pante stâncoase silicioase cu vegetație chasmofitică, Grote neexploatate turistic, Păduri tip Luzulo-Fagetum, Păduri tip Asperulo-Fagetum, Păduri medioeuropene tip Cephalanthero-Fagion, Stejăriș cu Galio-Carpinetum, Păduri de pantă, grohotiș sau ravene cu Tilio-Acerion, Turbării împădurite, Păduri aluviale cu Alnus glutinosa și Fraxinus excelsior (Alno-Padion, Alnion nicanae, Salicion albae),  Păduri ilirice de Fagus sylvatica (Aremonio-Fagion), Păduri ilirice de stejar cu carpen (Erythronio-Carpiniori), Păduri relictare de Pinus sylvestris, Păduri dacice de fag (Symphyto-Fagion), Păduri acidofile cu Picea din etajele alpine montane și Păduri alpine cu Larix decidua și/sau Pinus cembra.
La baza desemnării sitului se află 33 specii de animale aflate pe lista roșie a IUCN și 7 specii de plante protejate la nivel european prin Directiva CE 92/43/CE din 21 mai 1992 (privind conservarea habitatelor naturale și a speciilor de faună și floră sălbatică); astfel: 
- amfibieni (4): buhaiul de baltă cu burtă galbenă (Bombina variegata), salamandra carpatică (Triturus montadonni);[7], triton cu creastă (Triturus cristatus), tritonul comun transilvănean (Triturus vulgaris ampelensis);
- mamifere (12): urs brun (Ursus arctos)[8], lup (Canis lupus), râs eurasiatic (Lynx lynx), vidră de râu (Lutra lutra)[9], liliacul cu aripi lungi (Miniopterus schreibersii), liliac cârn (Barbastella barbastellus), liliacul cu urechi mari (Myotis bechsteinii), liliacul cu urechi de șoarece (Myotis blythii), liliacul cărămiziu (Myotis emarginatus), liliac comun (Myotis myotis), liliacul mare cu potcoavă (Rhinolophus ferrumequinum), liliacul mic cu potcoavă (Rhinolophus hipposideros);
- pești (4): moioagă (Barbus petenyi), zglăvoacă (Cottus gobio), chiscarul de râu (Eudontomyzon mariae), porcușor de vad (Romanogobio uranoscopus),
- nevertebrate (13): melcul cerenat bănățean (Chilostoma banaticum), un coleopter din specia Carabus hampei, fluturele auriu (Euphydryas aurinia), fluturele purpuriu (Lycaena dispar), fluturele tigru (Euplagia quadripunctaria), libelula verde (Ophiogomphus cecilia), rădașcă (Lucanus cervus), croitor cenușiu (Morimus asper funereus), gândacul sihastru (Osmoderma eremita Complex), cosașul transilvan (Pholidoptera transsylvanica), croitorul alpin (Rosalia alpina), un gândac din specia Stephanopachys substriatus, o moluscă din specia Vertigo angustior,
- plante (7): clopoțelul de munte (Campanula serrata), pipiriguț (Eleocharis carniolica), două specii de mușchi (Hamatocaulis vernicosus, Meesia longiseta), moșișoare (Liparis loeselii), firuță de munte (Poa granitica subsp. disparilis), iarba-gâtului (Tozzia carpathica).[4]

Pe lângă speciile protejate aflate la baza desemnării sitului, pe teritoriul acestuia au mai fost identificate 271 specii din flora spontană și fauna sălbatică a României.